# Cheiromeles parvidens
Cheiromeles parvidens är en fladdermus i familjen veckläppade fladdermöss som förekommer i Filippinerna och troligen på Sulawesi.
Denna fladdermus blir med svans 170 till 185 mm lång och svanslängden är 54 till 58 mm. Arten har 73 till 78 mm långa underarmar och 19 till 20 mm stora öron. De korta och ganska glest fördelade håren täcker den gråbruna huden inte helt. Det finns ingen hudremsa på hjässan som skulle sammanlänka öronen. Djuret är allmänt mindre än den andra arten i samma släkte.
Artens utbredningsområde sträcker sig över nästan hela Filippinerna med undantag av provinsen Palawan. Den lever enligt olika avhandlingar även på Sulawesi och på mindre ögrupper i regionen. Djuret hittades i låglandet och i kulliga områden upp till 200 meter över havet. Cheiromeles parvidens vistas vanligen i kulturlandskap med några träd.
Individerna vilar i palmernas toppar och i håligheter i andra träd. Antagligen använder de även grottor som sovplats. Fladdermusen jagar flygande insekter och flyger därför tätt över vattenansamlingar. Troligen föds två ungar per kull. De väntar i gömstället när honan letar efter föda.
Skogsavverkningar är ett mindre hot för beståndet. IUCN listar Cheiromeles parvidens som livskraftig (LC).